# Wilbur en Mimosa
Wilbur en Mimosa is een Franse stripreeks die begonnen is in 1971 met Roger Copuse als schrijver en Pierre Guilmard als tekenaar.

## Albums
| Nummer | Titel                | Uitgever(s)                    | Schrijver    | tekenaar        |
| ------ | -------------------- | ------------------------------ | ------------ | --------------- |
| 1      | De rally van Koedjad | Uitgeverij Helmond, Le Lombard | Roger Copuse | Pierre Guilmand |